# Eulensiefen
Eulensiefen ist ein Wohnplatz in der Gemeinde Kürten im Rheinisch-Bergischen Kreis.

## Lage und Beschreibung
Ein Siefen ist ein schmales, feuchtes und schluchtartiges Kerbtal des Mittelgebirges. Nach Interpretation des örtlichen Geschichtsvereins handelt es sich vorliegend also um einen Siefen, in dem sich gerne Eulen aufhalten.
Der Ort liegt südlich der Wipperfürther Straße zwischen Kürten und Junkermühle in der Nähe der Kürtener Sülz.

## Geschichte
Die Ortslage entwickelte sich im 19. Jahrhundert. Ab der Preußischen Neuaufnahme von 1892 ist er auf Messtischblättern regelmäßig als Eulensiefen verzeichnet.
Die Gemeinde- und Gutbezirksstatistik der Rheinprovinz führt Eulensiefen 1871 mit einem Wohnhaus und vier Einwohnern in der Gemeinde Olpe auf. Im Gemeindelexikon für die Provinz Rheinland von 1888 werden ein Wohnhaus mit vier Einwohnern angegeben. 1895 hatte der Ort ein Wohnhaus und fünf Einwohner. 1905 besaß der Ort ein Wohnhaus und fünf Einwohner und gehörte konfessionell zum katholischen Kirchspiel Kürten.
1927 wurden die Bürgermeisterei Olpe in das Amt Olpe überführt. In der Weimarer Republik wurden 1929 die Ämter Kürten mit den Gemeinden Kürten und Bechen und Olpe mit den Gemeinden Olpe und Wipperfeld zum Amt Kürten zusammengelegt. Der Kreis Wipperfürth ging am 1. Oktober 1932 in den Rheinisch-Bergischen Kreis mit Sitz in Bergisch Gladbach auf.
1975 entstand aufgrund des Köln-Gesetzes die heutige Gemeinde Kürten, zu der neben den Ämtern Kürten, Bechen und Olpe ein Teilgebiet der Stadt Bensberg mit Dürscheid und den umliegenden Gebieten kam.